# La loba (telenovela mexicana)
La loba es una telenovela mexicana producida por María del Carmen Marcos para TV Azteca en 2010. Está basada en la telenovela argentina Los ángeles no lloran, escrita y adaptada por Patricia Palmer en colaboración con Bethel Flores. Se estrenó a través de Azteca Trece el 8 de febrero de 2010 en sustitución de Pasión morena y finalizó el 8 de octubre del mismo año siendo reemplazado por Entre el amor y el deseo.
Está protagonizada por Ivonne Montero y Mauricio Islas, con las participaciones antagónicas de Regina Torné, Omar Fierro, Anna Ciocchetti, Ana Belena, Rossana Nájera y Mauricio Barcelata. Cuenta además con las actuaciones estelares de Gabriela Roel, Fernando Becerril, Patricia Bernal y Miguel Ángel Ferriz.

## Trama
María Segovia fue condenada injustamente a 25 años de cárcel por haber asesinado a un hombre, crimen que ella no cometió. María ingresó embarazada del político Ignacio Alcázar, quién la abandonó y rechazó por su supuesto crimen. En la cárcel María sufrió todo tipo de horrores y vejaciones; sin embargo, Carmen la ayudó cada uno de los días que vivió ahí. Cuando María dio a luz a su hija, su suegra Prudencia Alcázar se encargó de desaparecer a la hija de María con la ayuda de Esther, una de las celadoras de la cárcel de mujeres y quién le dio la orden a una enfermera que asesinara a la niña; pero ella en su desesperación le entrega la niña a Luis Fernández el repartidor de verduras de la cárcel. Ese mismo día Ignacio decidió casarse con Eugenia Torres Velázquez, una mujer rica y de buena familia; pero lo que Ignacio no sabe es que Prudencia y Eugenia destruyeron a María y se encargaron de hundirla. 
Han pasado 25 años y María recuperó su libertad; pero días antes de esto Carmen le confiesa a María que su hija está viva, pues Esther le había dicho a María hace 25 años que la pequeña había muerto. Es entonces que María tiene dos objetivos: encontrar a su hija y vengarse de la familia Alcázar. 
Por otra parte Ignacio no ha sido feliz en su matrimonio; pues a pesar de seguir creyendo que María era mala, no ha dejado de amarla y busca consuelo en un carácter frío y corrupto en su carrera como diputado y teniendo amoríos con su cuñada y secretaria Noelia.
Ángeles ha vivido muy feliz todo este tiempo con Luis como su padre, y con Paula y Quique como sus hermanos; además, siempre defiende a su gente con un carácter fuerte cuando es víctima de injusticias y por esa razón todos la apodan "La Loba". Sin embargo, está obsesionada con saber su verdadero origen del cual está enterada desde niña. 
Después de vivir una desilusión amorosa con su novio Tito, Ángeles conoce a Emiliano, el nieto adoptivo de Prudencia y con el que descubre una nueva oportunidad de amar. Emiliano tiene un buen corazón; siempre se preocupa por los demás sin importar la clase social a la que pertenecen y algo que le gusta de La Loba es que nunca se da por vencida. Sin embargo, Prudencia planea casar a su nieto con Felicia, una amiga de la familia que es de su mismo círculo. El objetivo principal del plan de Prudencia es conseguir la fortuna de Felicia para evitar la quiebra de su constructora de la cual se desvío mucho dinero para las campañas políticas de Ignacio. 
Ángeles y Emiliano se aman, pero tendrán que superar todos los obstáculos que se les atraviesen para lograr ser felices; entre ellos están Tito, Felicia y principalmente Prudencia.

## Elenco
- Ivonne Montero - Ángeles Fernández Luna _ Ángeles Alcázar Segovia _ Ángeles Gutierrez Segovia "La Loba"
- Mauricio Islas - Emiliano Alcázar López
- Regina Torné - Prudencia Gutiérrez Vda. de Alcázar
- Omar Fierro - Ignacio Alcázar Gutiérrez _ Ignacio Gutiérrez
- Gabriela Roel - María Segovia "La Princesa" _ Lucrecia Aragonés Del Águila
- Anna Ciocchetti - Noelia Torres Velázquez
- Patricia Bernal - Colette Vennua
- Rossana Nájera - Yolanda Contreras "Yoli"
- Mauricio Barcelata - Víctor "Tito" Pérez
- Ramiro Huerta - Fabián Pérez
- Miguel Ángel Ferriz - Alejandro Alcázar Gutiérrez _ Alejandro Alcázar / Antonio Alcázar
- Fernando Becerril - Luis Enrique Fernández
- Marta Aura - Teresa Gutiérrez
- Surya MacGregor - Eugenia Torres Velázquez de Alcázar
- Ana Belena - Felicia Irigoyen Nahman
- Paloma Woolrich - Manuela López de Alcázar
- Ana Silvia Garza - Zule
- Sylvia Sáenz - María José Alcázar Torres _ María José Gutiérrez Torres "Marijo"
- Jorge Luis Vázquez - Enrique "Quique" Fernández Luna
- Andrea Arámburo - Paula "Lita" Fernández Luna
- Luis Miguel Lombana - Salvador Fabri
- Adrián Rubio - Daniel
- Gabriela Canudas - Lic. Claudia Gómez
- Sebastián Moncayo - Christian
- Lidia Jiménez - Esther
- Ana Elia García - "La Turca"
- Julieta Egurrola - Carmen De la Garza Ruíz "La Güera"
- Javier Díaz Dueñas - Samuel Montemayor
- Juan Vidal - Alberto Colombo / Alberto Morán Colombo
- Raki Ríos - Juan José "El Chacal"
- Vanessa Cato - Sandra
- Patrick Fernández - Javier
- Diana Ferreti - Lorenza Nahman Vda. de Irigoyen
- Flavio Peniche - Moisés
- Beatriz Cecilia - Alda
- Metzli Andamina - Chuy
- Pilar Flores - Cristina
- Claudine Sosa - Verónica
- Enrique Amador - Dr. Meléndez
- Guillermo Larrea - Pablo Lozoya Cruz
- Javier Sixtos - Israel Peña
- Luis Cárdenas - Dr. Soto
- Manuel Sevilla - Checo
- Luis Morales - Fermín
- Rodolfo Almada - Comandante Armando Vázquez
- Marco de la O - Roberto
- Alejandro Ávila - Dr. Torres
- Martín Navarrete - José Peláez
- Alma Moreno - Indigente
- Patricia Palmer - "La Mina"
- Tamara Guzmán - Mercinda
- Socorro Miranda - Lucía de Alcázar
- Alejandra Zaid - Ángeles Fernández Luna "La Loba" (Niña)
- Jorge Eduardo García - Emiliano Alcázar López (Niño)
- Intocable - Stripper

## Premios y nominaciones

### TV Adicto Golden Awards
| Año  | Categoría                     | Nominados               | Resultado |
| ---- | ----------------------------- | ----------------------- | --------- |
| 2010 | Mejor telenovela de TV Azteca | María del Carmen Marcos | Ganadora  |

### Premios Bravo
| Año  | Categoría                | Persona        | Resultado |
| ---- | ------------------------ | -------------- | --------- |
| 2011 | Mejor actriz antagónica  | Regina Torné   | Ganadora  |
| 2011 | Mejor actriz protagónica | Ivonne Montero | Nominada  |